# Avard (Oklahoma)
Avard era una città della contea di Woods, Oklahoma, Stati Uniti. La popolazione era di 26 abitanti al censimento del 2000 ed è a volte considerata una città fantasma. Dopo la crescita iniziale, Avard iniziò a cadere in declino negli anni 1930. Avard aveva un ufficio postale dal 1º giugno 1895, fino al 22 novembre 1963. Al censimento del 2010, Avard era stata dichiarata disincorporata.

## Geografia fisica
Secondo lo United States Census Bureau, ha un'area totale di 0,2 mi² (0,52 km²).

## Storia
L'ufficio postale di Avard fu fondato nel 1895 e la città fu incorporata nel 1904 quando i binari della Frisco furono estesi verso ovest da Enid per legarsi con la Santa Fe. La città prese il nome da Isabell Avard Todd, la moglie di Robert Todd. La città era servita dalla Southern Arkansas Railway (Santa Fe) e dalla Arkansas Valley and Western Railroad (Frisco).
Avard aveva stabilimenti mercantili, due hotel, una banca, un mercato del bestiame e un silo. Un settimanale, l'Avard Tribune operò dal 1904 al 1918. Era un importante punto di spedizione del bestiame per l'area.
250 persone vivevano nella città nel 1909.
Era un importante punto di trasferimento ferroviario per merci e passeggeri dal 1910 al 1930.

### Declino
Avard continuò a crescere fino alla metà degli anni 1930. Durante questo periodo la città cadde in declino a causa della depressione economica, delle tempeste di sabbia, del consolidamento delle fattorie e delle mutevoli abitudini di viaggio. Inoltre la città fu colpita da tornado nel 1943 e nel 1944.
Ai giorni d'oggi solo un bar, un silo e una chiesa sono presenti. Ci sono anche alcuni edifici inutilizzati.
Ma la città dispone ancora di importanti collegamenti ferroviari. È la sede dell'Avard Regional Industrial Rail Park, un parco industriale servito dalla ferrovia che ha ottenuto la certificazione del sito da parte della BNSF Railway per garantire che il luogo sia pronto per un rapido sviluppo.

## Società

### Evoluzione demografica
Secondo il censimento del 2000, la popolazione era di 26 abitanti.

### Etnie e minoranze straniere
Secondo il censimento del 2000, la composizione etnica della città era formata dal 96,2% di bianchi, lo 0,0% di afroamericani, lo 0,0% di nativi americani, lo 0,0% di asiatici, lo 0,0% di oceaniani, lo 0,0% di altre razze, e il 3,8% di due o più etnie. Ispanici o latinos di qualunque razza erano lo 0,0% della popolazione.